# Família (canção)
"Família" é uma canção da banda de rock Titãs, presente no terceiro disco da banda. É a segunda faixa do disco de maior duração, tendo três minutos e trinta e cinco segundos. Sua versão original era mais lenta, mas o produtor Liminha a tornou mais longa, embora a banda não tenha gostado de imediato do resultado. A canção retrata fatos do dia-a-dia de famílias típicas: bebês chorando, mulheres com medo de baratas, filhos querendo sair de casa, etc.
Em 2013, o baixista e vocalista Nando Reis (agora um ex-membro) gravou uma nova versão da canção com seus filhos Théo e Sebastião. A nova versão foi sendo utilizada como tema de abertura da 21ª temporada do seriado Malhação. Na faixa, Sebastião tocou violão enquanto que Nando e Théo cantaram, dividindo o mesmo microfone, como os The Beatles faziam, "para criar um clima mais familiar", segundo Nando. A música também ganhou uma versão criada pelo grupo Família Lima para ser o tema principal do programa Tamanho Família entre 2016 e 2020, quando este era um programa independente.
A canção apareceu também na trilha sonora da telenovela Corpo Santo, da Rede Manchete. A banda Molejo regravou a música no seu álbum Família.